# 雷賽布遷移
雷賽布遷移（Lessepsian migration）是一個生物學的名詞，得名於蘇伊士運河的建造者雷賽布，指生物物種在運河開通後，透過運河從印度洋的紅海入侵地中海，又或倒過來從地中海侵入紅海，但前者情況較多，後者較少。